# Johnny Famechon
Jean-Pierre „Johnny“ Famechon AM (* 28. März 1945 in Paris; † 4. August 2022 in Melbourne) war ein australischer Boxer im Federgewicht. Er wurde von Ambrose Palmer sowohl gemanagt als auch trainiert.

## Profi
In seinem Profidebüt am 9. Juni 1961 erreichte er gegen Sammy Lang über drei Runden nur ein Unentschieden. Am 28. Juli 1969 bezwang er den Japaner Fighting Harada über 15 Runden durch einstimmigen Beschluss und wurde dadurch Weltmeister der WBC. Im April des darauffolgenden Jahres verteidigte er den Titel gegen Harada im Rückkampf durch einen klassischen K.-o.-Sieg in der 14. Runde und verlor ihn im darauffolgenden Monat an Vicente Saldivar durch einstimmige Punktrichterentscheidung.
Im Jahre 1997 fand er Aufnahme in die World Boxing Hall of Fame. 2001 erhielt er die Centenary Medal. 2022 wurde er kurz vor seinem Tod für seine Verdienste um den Boxsport zum Member des Order of Australia ernannt.